# Xenoclostera adjutrea
Xenoclostera adjutrea är en fjärilsart som beskrevs av William Schaus 1928. Xenoclostera adjutrea ingår i släktet Xenoclostera och familjen tandspinnare. Inga underarter finns listade i Catalogue of Life.